# Men-Marz

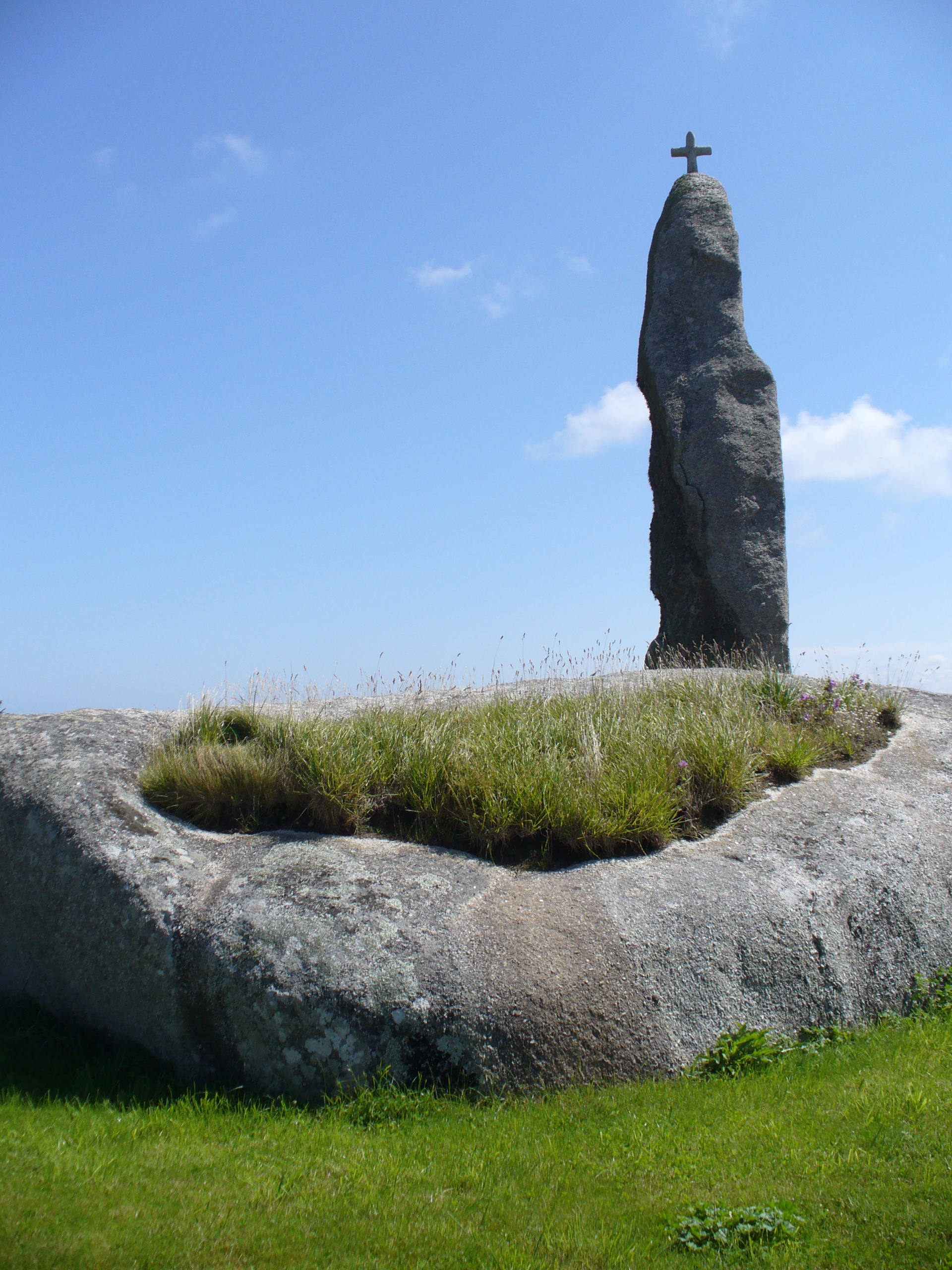
Menhir Men-Marz

Der Menhir Men-Marz (auch Christianisierter Menhir von Pontusval oder Menhir von Brignogan genannt) steht an der Rue du Menhir in Brignogan-Plage im Département Finistère in der Bretagne in Frankreich. Er ist ein Christianisiertes Megalithmonument aus der Vorzeit.
Mit angegebenen Höhen zwischen 8,2 und 8,5 m, je nachdem, wo auf der Schräge gemessen wird, ist er der viertgrößte noch stehende Menhir Frankreichs. Es ist seltsam geformt wie die natürlichen Gesteine in der Nähe. Von vorne und hinten gesehen ist er dünn und gerade. Von den Seiten gesehen hat er eine dreieckige Form mit mehreren Höhlungen und Vorsprüngen.
Der Stein wurde bei mindestens zwei Gelegenheiten christianisiert. Er trägt nicht nur ein Granitkreuz auf der Spitze, sondern auch ein graviertes Kreuz an der südöstlichen Ecke, etwa 1,5 m über dem Boden.
Der Stein ist mit vielerlei Legenden verbunden. Bis zum heutigen Tag kommen frisch vermählte Paare nach der Trauung zu dem Menhir.